# Urszula
Urszula ist ein weiblicher Vorname.

## Herkunft
Der Name ist die polnische Variante des Namens Ursula.

## Bekannte Namensträgerinnen (Auswahl)
- Urszula Antoniak (* 1968), polnische Regisseurin
- Urszula Dudziak (* 1943), polnische Jazz-Sängerin
- Urszula Kasprzak (* 1960), polnische Rock-/Pop-Sängerin, siehe Urszula (Sängerin)
- Urszula Krupa (* 1949), polnische Politikerin und Medizinerin
- Urszula Łętocha (* 1994), polnische Skilangläuferin
- Urszula Łoś (* 1994), polnische Bahnradsportlerin
- Urszula Modrzyńska (1928–2010), polnische Schauspielerin
- Urszula Piwnicka (* 1983), polnische Speerwerferin
- Urszula Plewka-Schmidt (1939–2008), polnische Künstlerin und Pädagogin
- Urszula Pontikos (* 1975), polnische Kamerafrau und Regisseurin
- Urszula Radwańska (* 1990), polnische Tennisspielerin